# Biriyaani
Pour plus de détails, voir Fiche technique et Distribution.
Biriyaani est un film dramatique en langue malayalam écrit et réalisé par Sajin Baabu (en) en 2020. Il met en vedette Kani Kusruti, Shailaja Jala et Anil Nedumangad dans les rôles principaux. Le film a remporté le prix NETPAC du meilleur film au 20e Festival du film Asiatica à Rome, le prix du jury du meilleur film au Festival international du film de Bangalore, le prix du meilleur film au Caleidoscope Indian Film festival de Boston. L'actrice Kani Kusurti a remporté le prix de la meilleure actrice dans la section compétition BRICS du 42e Festival du film de Moscou, le prix de la meilleure actrice au Caleidoscope Indian Film festival, le prix de la deuxième meilleure actrice au Imagine Film Festival de Madrid, pour sa performance dans ce film. Elle a également remporté le prix de la meilleure actrice lors des Kerala State Film Awards.

## Fiche technique
Sauf indication contraire, les informations mentionnées dans cette section peuvent être confirmées par la base de données cinématographiques IMDb,  présente dans la section « Liens externes ».
- Titre : Biriyaani
- Réalisation : Sajin Baabu (en)
- Scénario : Sajin Baabu (en)
- Musique : Leo Tom
- Production : UAN Film House
- Langue : Hindi-Malayalam
- Genre : Film d'action
- Durée : 95 minutes (1 h 35)
- Date de sortie :
  - Inde : février 2020